# MaXXXine
A MaXXXine 2024-es amerikai horrorfilm, amelyet Ti West írt és rendezett. A főbb szerepekben Mia Goth, Elizabeth Debicki, Moses Sumney, Michelle Monaghan és Bobby Cannavale látható.
Amerikában 2024. július 5-én mutatták be.

## Cselekmény
Los Angeles, 1985: Maxine Minx még mindig nem adta fel álmát, hogy híres filmsztár legyen. Hat évvel azután, hogy túlélte a „texasi pornóházas mészárlást”, az egykori pornószínésznő Kaliforniába költözött, és meghallgatásokon vett részt Hollywoodban. A The Puritan II című horrorfilm meghallgatásán Maxine lenyűgözte Elizabeth Bender rendezőt, és megkapta a főszerepet.
Ugyanakkor Maxine-t egy magánnyomozó követi, akit egy befolyásos ügyfél bérelt fel. A nyomozó közli vele, hogy nem menekülhet a múltja elől. Hamarosan kap egy névtelen feladótól egy VHS-t, amely az 1979-es bűntény ügyében folytatott rendőrségi nyomozásra utal. Ez elvonja Maxine figyelmét a filmforgatáson végzett munkája közben. Elizabeth rendezőnő határozottan felszólítja, hogy azonnal kapcsoljon ki minden lehetséges háttérzajt.
Eközben egy sorozatgyilkos félelmet és rettegést kelt a városban. A média által „Éjszakai zaklatónak” nevezett gyilkos fiatal sztárokat gyilkol és csonkít meg. Három nap alatt háromszor csap le. Míg Maxine barátnői félnek éjszaka az utcán sétálni, ő fegyverrel védi meg magát.

## Szereplők
| Szerep                    | Színész            | Magyar hang      |
| ------------------------- | ------------------ | ---------------- |
| Maxine Minx               | Mia Goth           | Pekár Adrienn    |
| Elizabeth Bender          | Elizabeth Debicki  | Pálmai Anna      |
| Leon Green                | Moses Sumney       | Király Attila    |
| Marianne Williams nyomozó | Michelle Monaghan  | Németh Borbála   |
| Ben Torres nyomozó        | Bobby Cannavale    | Debreczeny Csaba |
| Tabby Martin              | Halsey             |                  |
| Teddy Night               | Giancarlo Esposito | Epres Attila     |
| John Labat                | Kevin Bacon        | Rékasi Károly    |
| Ernest Miller             | Simon Prast        |                  |
| Molly Bennett             | Lily Collins       | Csifó Dorina     |
| Amber                     | Chloe Farnworth    |                  |

## A film készítése
2023 áprilisában bejelentették, hogy Elizabeth Debicki, Moses Sumney, Michelle Monaghan, Bobby Cannavale, Lily Collins, Halsey, Giancarlo Esposito és Kevin Bacon csatlakozott a stábhoz.
A forgatásra 2023 áprilisától májusáig, hét héten keresztül került sor Los Angelesben. 2024 februárjában a film a vágás vége felé tartott.
2024 januárjában bejelentették, hogy Goth-ot beperelte a háttérszínész James Hunter, aki egy hullát játszott a forgatáson, mert állítólag szándékosan fejbe rúgta, majd gúnyolódott vele. A perben az A24 és a West elleni jogtalan felmondás miatt is eljárást indítottak.

## Bemutató
A MaXXXine premierje a Los Angeles-i TCL Chinese Theatre-ben volt 2024. június 24-én. Az Egyesült Államokban 2024. július 5-én mutatta be az A24.
A film 2024. augusztus 2-án jelent meg Video on Demandon. Blu-Ray és 4K Ultra HD kiadásban 2024. október 8-án jelent meg.